# تورو (فیلم)
تورو (اسپانیایی: Toro‎) یک فیلم اکشن اسپانیایی به کارگردانی کیکه مائی‌یو است که در سال ۲۰۱۶ منتشر شد.

## خلاصهٔ داستان
تمام رویدادهای فیلم طرف ۴۸ ساعت رخ می‌دهد. پس از ۵ سال، دو برادر به نام‌های «تورو» و «لوپس» (اولی به تازگی از زندان آزاد شده‌است در حالی که دومی با دخترش پس از انجام یک سرقت از دست پلیس فرار هستند) سفری را با هم در سراسر اندلس آغاز می‌کنند.

## گزیدهٔ بازیگران
- ماریو کاساس در نقش «تورو»[۲]
- لوئیس تسار در نقش «لوپس»[۲]
- خوزه ساکریستان در نقش «رومانو»[۲]
- اینگرید گارسیا-یونسون در نقش «اِستریا»[۲]
- خوزه مانوئل پوگا